# هیز پلیس (کالیفرنیا)
هیز پلیس (به انگلیسی: Hays Place) یک منطقهٔ مسکونی در ایالات متحده آمریکا است که در شهرستان مندوسینو، کالیفرنیا واقع شده‌است. هیز پلیس ۹۵۷ متر بالاتر از سطح دریا واقع شده‌است.